# Trofeo Conde de Fontao
El Trofeo Conde de Fontao fue un torneo que se disputó entre los años 1969 y 1991 en la localidad lucense de Foz. Los partidos se disputaban en el estadio Martínez Otero y el organizador del Trofeo era el CD Foz.

## Historia
A fines de 1968, el alcalde José Beltrán convocó una docena de festejos para organizar las festividades del año siguiente. Los asistentes nominan a Javier Morán como presidente y discuten el programa. 
El ayuntamiento se compromete a hacer un par de tratos: con Sporting de Gijón y con Ilustrísimo Señor Conde de Fontao, el señor Alfredo Moreno Uribe que ostenta este título nobiliario Condado de Fontao, luego obsequio a Alfredo Moreno Uribe, para que, donando el trofeo, llevara su nombre. En 1969 se jugó el primer Trofeo Conde de Fontao entre Pontevedra CF y Real Sporting de Gijón, de gran éxito deportivo y económico, que conoce 23 ediciones; enfrentando clubes de 1ª y 2ª división gallega, española y portuguesa.

## Palmarés
| Año  | Campeón                   | Resultado  | Subcampeón                      |
| ---- | ------------------------- | ---------- | ------------------------------- |
| 1969 | Real Sporting de Gijón    | 4-0        | Pontevedra CF                   |
| 1970 | Real Sporting de Gijón    | 0-0 (pen)  | Racing Club de Ferrol           |
| 1971 | Real Sporting de Gijón    | 3-1        | Racing Club de Ferrol           |
| 1972 | Real Oviedo               | 2-1        | Pontevedra CF                   |
| 1973 | CD Ourense                | 1-0        | Boavista FC                     |
| 1974 | Real Sporting de Gijón    | 1-0        | UD Salamanca                    |
| 1975 | RC Celta de Vigo          | 1-0        | Real Sporting de Gijón          |
| 1976 | RC Celta de Vigo          | 4-3        | Real Sporting de Gijón          |
| 1977 | Real Sporting de Gijón    | 5-2        | RC Deportivo de la Coruña       |
| 1978 | Real Oviedo               | 0-0 (pen)  | RC Celta de Vigo                |
| 1979 | Real Oviedo               | 3-2        | RC Deportivo de la Coruña       |
| 1980 | RC Deportivo de la Coruña | 1-1 (pen)  | SC Espinho                      |
| 1981 | CD Lugo                   | 2-1        | CD Foz                          |
| 1982 | CD Lugo                   | 6-1        | CD Foz                          |
| 1983 | CD Foz                    | 2-1        | CD Lugo                         |
| 1984 | Celta de Vigo             | 1-1 (pen)  | Pontevedra CF                   |
| 1985 | RC Deportivo de la Coruña | 3-1        | Sevilla FC                      |
| 1986 | Celta de Vigo             | 2-0        | RC Deportivo de la Coruña       |
| 1987 | CD Ourense                | 2-0        | Real Avilés Industrial          |
| 1988 | desconocido               | triangular | Pontevedra CF Club Lemos CD Foz |
| 1989 | Real Sporting de Gijón    | 2-1        | CD Lugo                         |
| 1990 | CD Foz o Viveiro CF       | -          | CD Foz o Viveiro CF             |
| 1991 | Celta de Vigo             | 0-0 (pen)  | Real Avilés Industrial          |

## Campeones
Falta por confirmar los campeones de 1988 y 1990.
| Equipo                    | Títulos | Ediciones                           |
| ------------------------- | ------- | ----------------------------------- |
| Real Sporting de Gijón    | 6       | 1969, 1970, 1971, 1974, 1977 y 1989 |
| Celta de Vigo             | 5       | 1975, 1976, 1984, 1986 y 1991       |
| Real Oviedo               | 3       | 1972, 1978 y 1979                   |
| CD Ourense                | 2       | 1973 y 1987                         |
| RC Deportivo de la Coruña | 2       | 1980 y 1985                         |
| CD Lugo                   | 2       | 1981 y 1982                         |
| CD Foz                    | 1       | 1983                                |